# Souffle (film)
Pour les articles homonymes, voir Souffle (homonymie).
Pour plus de détails, voir Fiche technique et Distribution.
Souffle (숨, Soom) est un film sud-coréen réalisé par Kim Ki-duk, sorti en 2007.

## Synopsis
Un condamné à mort retarde son exécution en multipliant les tentatives de suicide. Une jeune mère de famille trompée par son mari apprend l'histoire de ce détenu et décide de lui rendre visite en prison. Jusqu'à en tomber amoureuse...

## Fiche technique
- Titre : Souffle
- Titre original : 숨 (Soom)
- Réalisation : Kim Ki-duk
- Scénario : Kim Ki-duk
- Musique : Kim Myeong-jong
- Pays d'origine : Corée du Sud
- Langue : Coréen
- Format : Couleurs - 1,85:1 - Dolby Digital - 35 mm
- Genre : Drame et romance
- Durée : 84 minutes
- Dates de sortie :
  - Corée du Sud : 29 avril 2007
  - France : 21 novembre 2007

## Distribution
- Chang Chen  : Jang Jin
- Park Ji-a : Yeon
- Ha Jeong-woo  : le mari
- Kim Ki-duk : le gardien de prison